# MV Большой Медведицы
MV Большой Медведицы (лат. MV Ursae Majoris), HD 101206 — двойная звезда в созвездии Большой Медведицы на расстоянии приблизительно 63,2 световых лет (около 19,4 парсеков) от Солнца. Видимая звёздная величина звезды — от +8,24m до +8,22m.

## Характеристики
Первый компонент — оранжевый карлик, эруптивная переменная звезда типа RS Гончих Псов (RS) спектрального класса K5V. Эффективная температура — около 4665 К.